# Henri-Maurice Gaëde
Henri-Maurice Gaëde ou Heinrich Moritz Gaede, né le 26 mars 1795 à Kiel et mort le 2 janvier 1834 à Liège, est un naturaliste et entomologiste allemand.
Il est professeur à l'université de Liège et y recteur durant l'année académique 1822-1823.
Gaede a écrit Beitrage zur Anatomie und Physiologie der Medusen, nebst einem Versuch einer Einleitung ueber das, was den altern Natursorschern in Hinsicht dieser Thiere bekannt war (1816) et Beytrage zur Anatomie der Insekten Altona, JF Hammerich (1815).